# Jan Horstman
Jan Horstman (Deventer, 26 september 1902 – Enschede, 25 februari 1975) was een Nederlands politicus. Hij was lid van de Partij van de Arbeid (PvdA) en van 1945 tot 1968 wethouder van de gemeente Enschede. Tevens was hij van 1953 tot 1970 lid van de Provinciale Staten van Overijssel.
Horstman werd wethouder op 1 juli 1945. Als verantwoordelijke voor sportzaken was hij onder meer betrokken bij de bouw van Stadion Het Diekman en de fusie van Sportclub Enschede en Enschedese Boys tot FC Twente. Al in de jaren vijftig was hij een pleitbezorger van deze fusie, het zou echter tot 1965 duren voordat deze daadwerkelijk een feit was. In 1955 richtte hij de gemeentelijke dienst 'Sport en recreatie' op. Als directeur werd voormalig sportofficier Johannes Mastenbroek aangesteld, die de destijds weinig bekende sporten als badminton, basketbal en honk- en softbal op Enschedese scholen introduceerde en daarmee aan de bron stond van honkbalvereniging Tex Town Tigers.
Horstman stopte als wethouder per 22 september 1968. Bij zijn afscheid als wethouder in 1968 werd hij onderscheiden met de Erepenning van de gemeente Enschede. Naar Jan Horstman is het Wethouder Horstman Sportpark in Enschede vernoemd.